# Petar Brečić
Petar Brečić (Glavina Donja kod Imotskog, 19. listopada 1935. – Zagreb, 29. siječnja 1997.) je bio poznati hrvatski radijski kritičar, kazališni esejist, teatrolog i dramaturg.

## Životopis
Bio je urednik Redakcije kulture, znanosti i religije Hrvatskoga radija.
Njemu u čast su 1. veljače 1999. Hrvatska radiotelevizija i izdavačka kuća Školska knjiga utemeljile nagradu koja nosi njegovo ime - Nagrada Petar Brečić.